# Leptoceryx caudatula
Leptoceryx caudatula là một loài bướm đêm thuộc phân họ Arctiinae, họ Erebidae.